# Paraphlepsius solidaginis
Paraphlepsius solidaginis är en insektsart som beskrevs av Walker 1851. Paraphlepsius solidaginis ingår i släktet Paraphlepsius och familjen dvärgstritar. Inga underarter finns listade i Catalogue of Life.